# Graphics Device Interface
Le Graphics Device Interface, anche chiamate Graphics Display Interface (GDI), sono un set di API grafiche utilizzato da Windows per la renderizzazione di grafica 2D.
Vengono utilizzate ad esempio dal window manager Luna (in uso da Windows XP) per la gestione dei menu, delle icone ecc.
Inoltre, vengono wrappate dal Microsoft .NET Framework per la gestione delle classi Windows Forms, ovvero di tutti i controlli grafici per gestire la GUI di una applicazione.
Vengono utilizzate anche da molti altri framework come Active Template Library (ATL) e Microsoft Foundation Classes (MFC).

## Altri usi
Grazie ai wrapper delle GDI nel Microsoft .NET Framework, in particolare le GDI+, è possibile usare le GDI anche per fare dei semplici rendering 2D a video e gestirli direttamente dal framework.
Inoltre contengono anche un'ottima serie di metodi per manipolare immagini.